# Onthophagus galeatus
Onthophagus galeatus är en skalbaggsart som beskrevs av Antoine Boucomont 1919. Onthophagus galeatus ingår i släktet Onthophagus och familjen bladhorningar. Inga underarter finns listade i Catalogue of Life.